# オーシャン (戦艦)
|          |                                                                 |
| 艦歴     |                                                                 |
| 発注     |                                                                 |
| 起工     | 1897年2月15日                                                   |
| 進水     | 1898年7月5日                                                    |
| 就役     | 1900年2月20日                                                   |
| 退役     |                                                                 |
| その後   | 1915年3月18日に戦没                                             |
| 除籍     |                                                                 |
| 性能諸元 |                                                                 |
| 排水量   | 12,950トン                                                      |
| 全長     | 430 ft (131.1 m)                                                |
| 全幅     | 74 ft (22.6 m)                                                  |
| 吃水     | 26 ft (7.9 m)                                                   |
| 機関     | 垂直三段膨張蒸気機関2基 2軸推進、15,400 ihp                     |
| 最大速   | 18ノット                                                        |
| 乗員     | 750名                                                           |
| 兵装     | 12インチ砲4門 6インチ砲12門 3インチ砲10門 18インチ魚雷発射管4門 |

オーシャン (HMS Ocean) はイギリス海軍の前弩級戦艦。カノーパス級。

## 艦歴
1897年12月15日、デボンポート工廠で起工。1898年7月5日進水。1900年2月20日就役。
第一次世界大戦が勃発すると、1914年8月14日にオーシャンは海峡艦隊の第8戦艦戦隊に編入された。1914年8月21日、オーシャンはアイルランドのクイーンズタウンに派遣され、同地の警備や周辺で活動する巡洋艦戦隊の支援に従事した。次いで東インド艦隊に編入された。1914年10月、オーシャンはインド兵を乗せた船団をバーレーンまで護衛した。1914年10月から12月まで、オーシャンはペルシャ湾に展開している、バスラに対する作戦の支援を行う部隊の旗艦を務めた。
1914年12月、オーシャンはスエズ運河の防衛を援護するため、エジプトのスエズに配備された。1914年12月29日、オーシャンはスエズ運河南端に停泊した。オーシャンはそこに1915年1月中旬まで留まった。それからオーシャンは運河を北上した。1915年2月3日と4日、オーシャンはオスマン帝国軍の運河攻撃に対抗する陸上部隊を援護した。
1915年2月終わりにはオーシャンはダーダネルス海峡に移り、ダーダネルス作戦に参加した。1915年3月1日、オーシャンは海峡入り口の要塞への砲撃に参加し被弾したが深刻な損害は受けなかった。1915年3月4日にはSedd el Bahrへの上陸を支援した。
1915年3月18日、オーシャンは海峡内部の要塞への攻撃に参加した。戦艦イレジスティブルがErenkui湾で触雷すると、オーシャンはイレジスティブルを曳航するために派遣されたが、途中で座礁した。離礁後、イレジスティブルの曳航が不可能であるとわかったため、オーシャンはイレジスティブルに残っていた人を収容した。放棄されたイレジスティブルは19時30分頃沈没した。
19時ごろ、撤退中のオーシャンも触雷した。右舷の石炭庫と通路が浸水して、操舵装置も故障し、右舷側に15度傾斜した。オーシャンは沿岸からの砲撃を受けて命中弾が出始め、それによって右舷側の機関室が浸水し、操舵装置の修理も妨げられた。1930分ごろオーシャンは放棄され、乗員は駆逐艦に救助された。オーシャンは砲撃を受けながらモルト湾のほうへ流れて行き、22時30分頃沈没した。その日の夕方遅くに駆逐艦ジェドがオーシャンとイレジスティブルを魚雷で処分するために海峡内へ入ったが、2隻の戦艦はどこにも発見できなかった。